# Asplenium azomanes
Asplenium azomanes är en svartbräkenväxtart som beskrevs av Rosselló, Cubas och Rebassa. Asplenium azomanes ingår i släktet Asplenium och familjen Aspleniaceae. Inga underarter finns listade.

## Bildgalleri

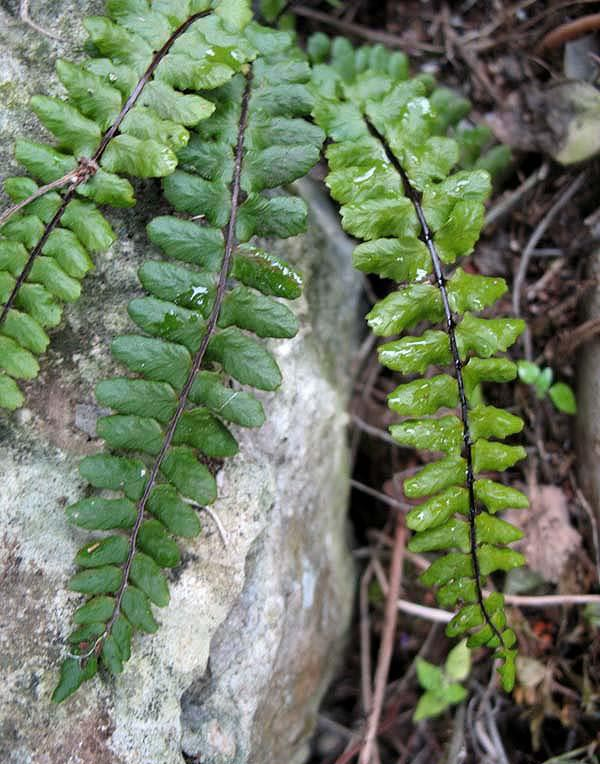